# Vatikanstadt
Die Vatikanstadt (amtlich in Deutschland und der Schweiz Staat Vatikanstadt, in Österreich Staat der Vatikanstadt, italienisch Stato della Città del Vaticano (IPA ['staːto della tʃitˈta del vatiˈkaːno]), lateinisch Status Civitatis Vaticanae) ist sowohl nach Fläche als auch nach Bevölkerungszahl der kleinste allgemein anerkannte Staat der Erde und der einzige mit Latein als Amtssprache. Der Stadtstaat liegt innerhalb der italienischen Hauptstadt Rom und ist damit als Enklave vollständig von Italien sowie als einziger Staat der Erde vollständig von einer Stadt (Rom) umgeben. Aufgrund ihrer geringen Fläche von 0,44 km² und ihren insgesamt etwa 1000 Einwohnern wird die Vatikanstadt als Zwergstaat bezeichnet.
Der Staat ist eine absolute Wahlmonarchie, deren Monarch der Papst ist. Dieser wird von den Kardinälen gewählt und scheidet nur durch Tod oder Rücktritt aus diesem Amt aus. Der Heilige Stuhl als nichtstaatliches, eigenständiges, vom Staat der Vatikanstadt zu unterscheidendes Völkerrechtssubjekt vertritt die Vatikanstadt auf internationaler Ebene, wenn auch beide Begriffe zum Teil synonym verwendet werden.

## Name
Der amtliche, wenn auch selten gebrauchte Staatsname in Deutschland sowie der Schweiz lautet vollständig Staat Vatikanstadt, kurz Vatikanstadt, und in Österreich Staat der Vatikanstadt, kurz Vatikan. Umgangssprachlich ist auch Vatikanstaat gebräuchlich.
„Vatikan“ bezeichnete ursprünglich den Vatikanischen Hügel, vermutlich benannt nach der römischen Gottheit Vaticanus. Seit dem Ende des Abendländischen Schismas ist er mit dem Vatikanpalast Sitz des Papstes und zentraler Einrichtungen der Kurie.
Der Begriff „Vatikanstadt“ erscheint zum ersten Mal in den Lateranverträgen, die bis heute das Territorium der Vatikanstadt definieren.

## Geographie
Die Vatikanstadt liegt in Rom westlich des Tiber auf dem Vatikanischen Hügel, der damit die höchste Erhebung des Landes darstellt. Sie ist an einigen Stellen von einer Stadtmauer umgeben, deren Verlauf deckt sich jedoch nicht vollständig mit der Grenze des Staatsgebiets.
Sie wird von den römischen Stadtteilen Municipio I und Aurelio umgeben und grenzt an die historischen Rioni Borgo und Prati. Auf dem Staatsgebiet befinden sich neben dem Petersdom, Petersplatz und dem Apostolischen Palast auch die Vatikanischen Museen und die Sixtinische Kapelle. Den größten Teil des Staatsgebietes machen die Vatikanischen Gärten aus. Es gibt eine Vielzahl exterritorialer Besitzungen des Heiligen Stuhls, denen ein Status ähnlich von Botschaftsgeländen zukommt und die nicht Teil des Staatsgebietes der Vatikanstadt sind. Dazu gehören unter anderem direkt an das Staatsgebiet angrenzende Gebiete wie der Palazzo San Pio X, der Campo Santo Teutonico und der größte Teil der Vatikanischen Audienzhalle. Die Staatsgrenze verläuft mitten durch die Audienzhalle, wobei der Papstthron noch auf vatikanischem Staatsgebiet steht, die anwesenden Besucher der Audienz sehen jedoch aus dem italienischen Ausland zu. Auch die römischen Patriarchalbasiliken, der nordwestliche Teil des Gianicolo, verschiedene Paläste in der römischen Altstadt, die päpstliche Sommerresidenz Castel Gandolfo und ein Sendezentrum von Radio Vatikan in Santa Maria di Galeria sind exterritoriale Besitzungen des Heiligen Stuhls.

### Klima
Das Klima der Vatikanstadt ist das gleiche wie das von Rom: ein gemäßigtes Mittelmeerklima (Csa) mit milden, regnerischen Wintern von Oktober bis Mitte Mai und heißen, trockenen Sommern von Mai bis September. Einige kleinere lokale Besonderheiten, vor allem Nebel und Tau, werden durch die ungewöhnlich große Masse des Petersdoms, die Höhe, die Brunnen und die Größe des großen gepflasterten Platzes verursacht.

## Bevölkerung
Von den 842 Menschen, die im Jahr 2014 im Vatikan lebten, hatten 572 die vatikanische Staatsbürgerschaft, die jedoch (mit Ausnahme des Papstes) immer nur auf Zeit und an eine Funktion gebunden verliehen wird. Die Staatsbürgerschaft der Vatikanstadt besitzen der Papst (der die vatikanische Staatsbürgerschaft auf Lebenszeit besitzt), alle im Vatikan oder in Rom wohnhaften Kardinäle, alle Diplomaten des Heiligen Stuhls sowie auf Antrag alle anderen im Vatikan wohnhaften und in Dienst stehenden Personen. Mit 100 Prozent hat die Vatikanstadt den höchsten Katholikenanteil und die höchste Alphabetisierungsrate der Welt.
Auch Frauen und Kinder von Vatikanbürgern können die vatikanische Staatsbürgerschaft erhalten. Frauen verlieren diese jedoch bei Trennung, männliche Nachkommen im Alter von 25 Jahren, weibliche eher, falls sie heiraten und ihr Ehepartner nicht ebenfalls die vatikanische Staatsbürgerschaft hat.
Neben dem Papst leben in der Vatikanstadt unter anderem dessen enge Mitarbeiter im päpstlichen Haushalt, Leiter der Römischen Kurie, die Schweizergardisten und das Gendarmeriekorps. Von den 3000 Angestellten wohnen nur wenige im Vatikan selbst. Die meisten Angestellten sind die Regierungsmitglieder, Zeremonienmeister, Verkäufer, Restauratoren, Köche, Büroarbeiter, Drucker, Angestellte der Bank des Heiligen Stuhls (Istituto per le Opere di Religione, IOR, „Vatikanbank“) oder Reinigungspersonal.
Die Angestellten sind grob in fünf Gruppen zu unterteilen:
- Hauspersonal: Köche, Reinigungskräfte, Kammerdiener etc.
- Geistlichkeit: Priester, die einen Großteil der Verwaltungs- und kunsthistorischen Aufgaben übernehmen
- Sicherheit: Päpstliche Schweizergarde, Gendarmeriekorps und Aufsichtspersonal für Kirchen und Museen
- Rundfunk und Presse: Herausgeber des L’Osservatore Romano sowie des Radio Vatikan und des Centro Televisivo Vaticano
- Lehrpersonal für die päpstlichen Universitäten und Lehrstühle

## Geschichte

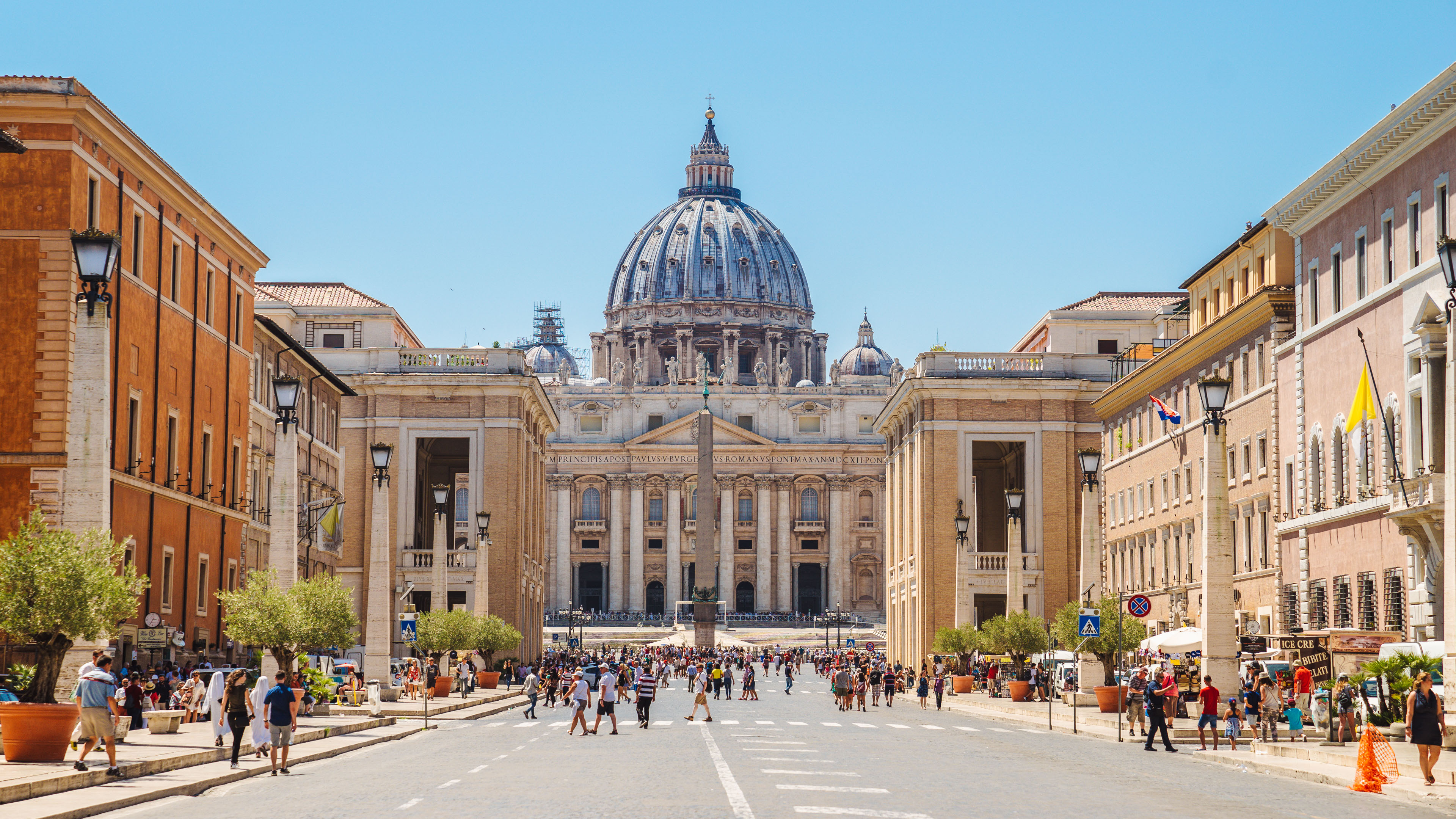
Sicht auf den Petersdom von der Via della Conciliazione

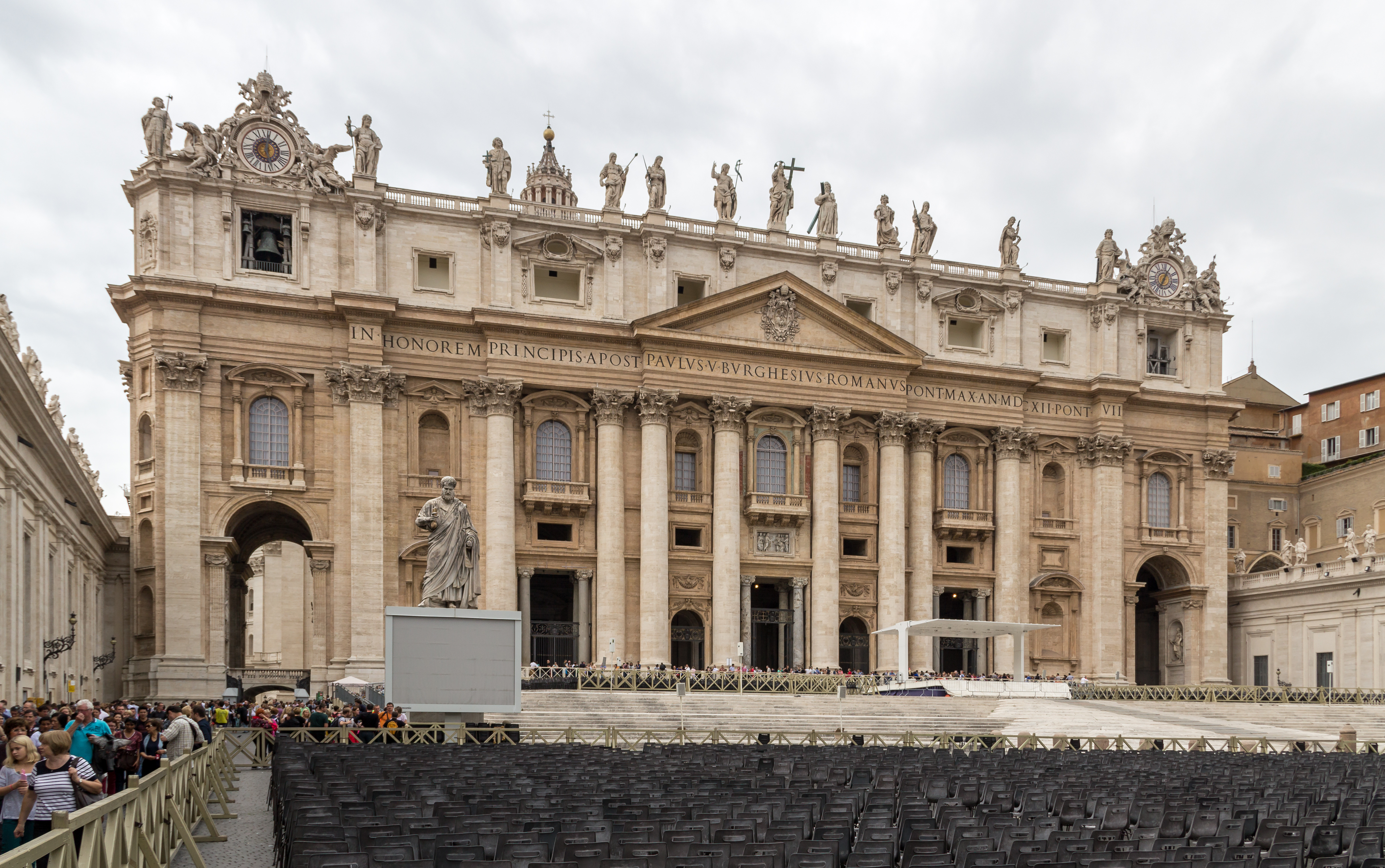
Blick vom Petersplatz auf die Fassade des Petersdomes

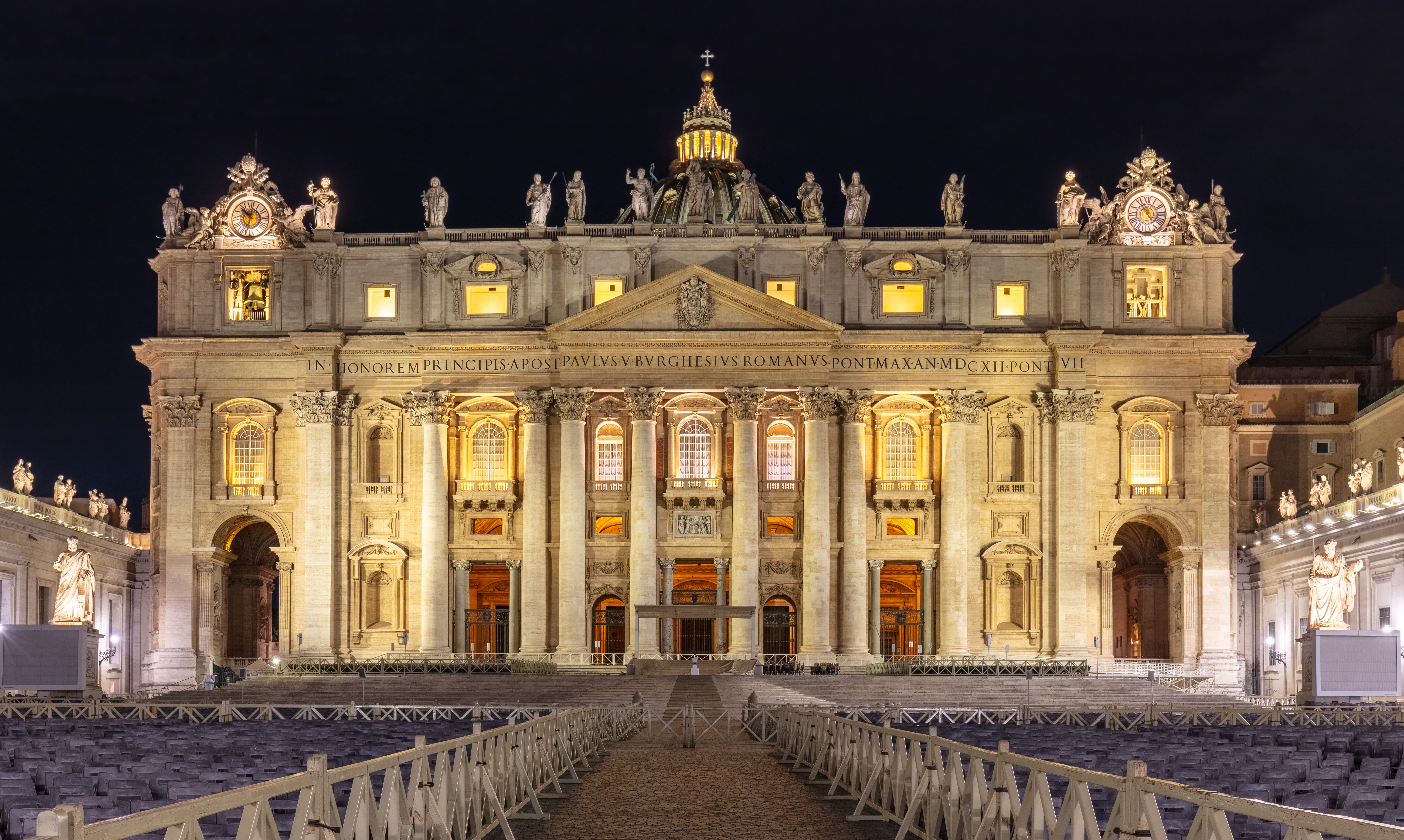
Petersdom bei Nacht

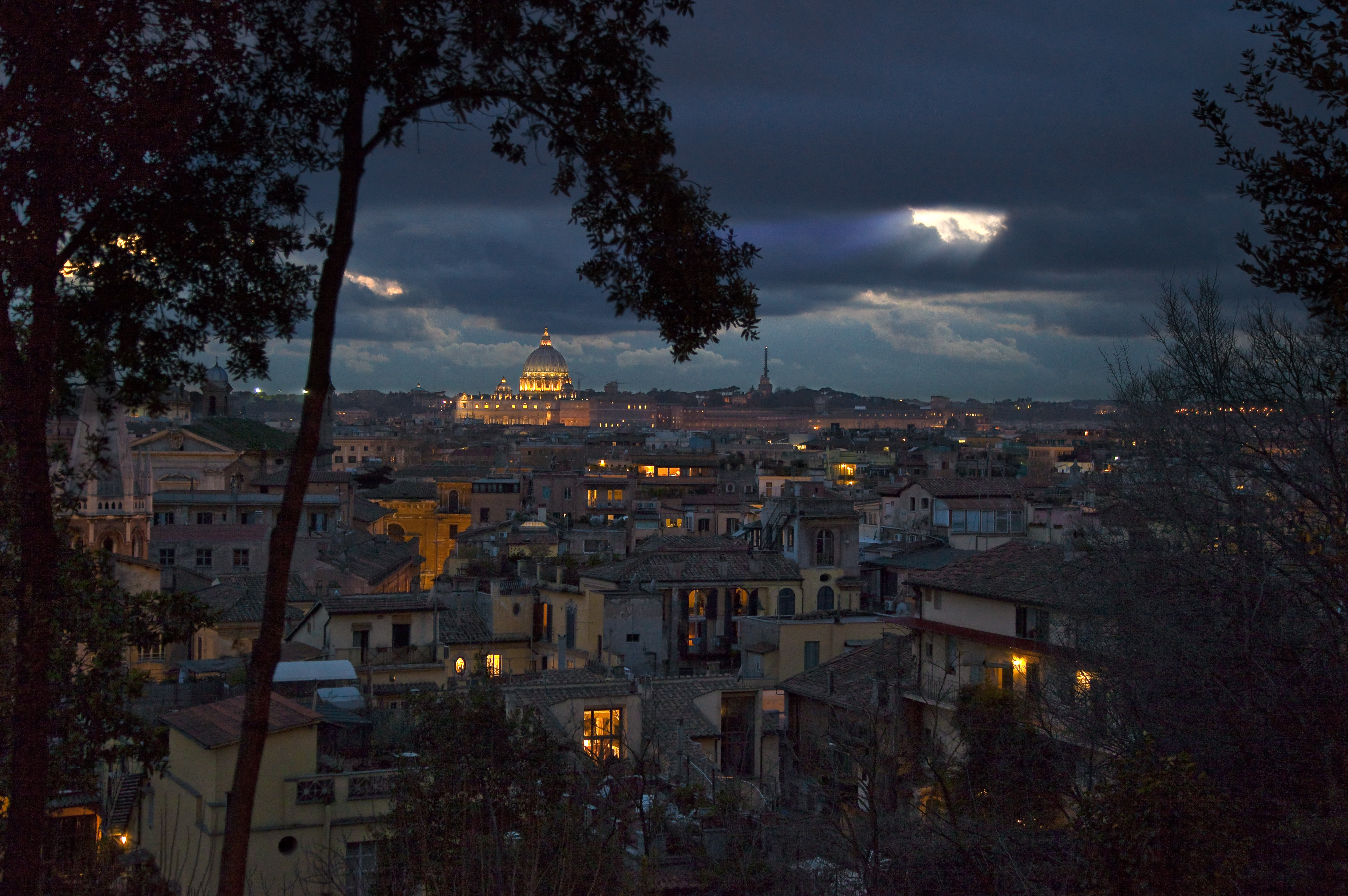
Blick über das nächtliche Rom auf die Vatikanstadt und die alles überragende Kuppel des Petersdomes

Der Amtssitz der Päpste war bis ins 14. Jahrhundert nicht der Vatikan, sondern der etwa fünf Kilometer östlich davon gelegene Lateranpalast. Vom frühen 17. Jahrhundert bis zum Jahr 1848 war der Quirinalspalast die Hauptresidenz der Päpste. „Vatikan“ bezeichnete zunächst einen am rechten Tiberufer gelegenen Hügel (lateinisch mons vaticanus). Dort befand sich in der Antike der Zirkus des Kaisers Nero, in dem Martyrien und Hinrichtungen zahlreicher Christen und Juden stattgefunden haben sollen. Nördlich des Zirkus befand sich ein kleiner Friedhof, auf dem angeblich der Apostel Petrus begraben wurde. Später wurde dort ein Denkmal gebaut, und im 4. Jahrhundert ließ Kaiser Konstantin an dieser Stelle eine große Grabeskirche errichten – die erste Peterskirche. Der Vatikan wurde zum zentralen Wallfahrtsort der Petrusverehrung. In den folgenden Jahrhunderten entstanden weitere Gebäude auf dem Hügel, vor allem so genannte scholae, die Wallfahrern verschiedener Nationalitäten Unterkünfte, Kapellen und Friedhöfe boten, aber auch Wehranlagen hatten. Unter Leo IV. wurde 847 bis 852 zum Schutz vor den Sarazenen die noch heute zum Teil bestehende Leoninische Mauer um den gesamten Wallfahrtsort errichtet. Es entstand die sogenannte Leostadt.
Der Bischof von Rom konnte im Verlauf der Spätantike seinen Anspruch auf Vorrang innerhalb der Christenheit weitgehend durchsetzen und kann spätestens seit Gregor dem Großen (um 600) als Papst bezeichnet werden. Nach dem Zerfall des Römischen Reiches beanspruchten die Päpste unter Berufung auf die (im 15. Jahrhundert als Fälschung enttarnte) „Konstantinische Schenkung“ die weltliche Herrschaft über das Territorium um Rom, das zur Keimzelle des künftigen Kirchenstaats wurde. Im Jahre 751 wurde ihnen dieser Staat durch die Pippinische Schenkung endgültig garantiert, nachdem die Päpste einige Jahre zuvor aufgehört hatten, die Oberhoheit des oströmisch-byzantinischen Kaisers anzuerkennen.
Die Päpste residierten zunächst nicht im Vatikan, sondern im Lateranpalast; die Kathedrale des Papstes als Bischof von Rom ist bis heute die Lateranbasilika außerhalb der Vatikanstadt.
Der Vatikanische Hügel wurde erst gegen Ende des 14. Jahrhunderts mit der Rückkehr der Päpste aus Avignon (1377) und dem Ende des Schismas (1417) zum päpstlichen Regierungssitz, Standort der römischen Kurie und damit zum Zentrum des Kirchenstaats sowie der römisch-katholischen Kirche insgesamt. Nach dem Schisma sollte die neu gewonnene Einheit der Kirche durch große Bauprojekte verdeutlicht werden. Der vor den Toren Roms befindliche Vatikan bot dafür neben der Nähe zu den vermuteten Gebeinen Petrus’ ausreichend unbebauten Raum. Vor allem Nikolaus V. entwarf Mitte des 15. Jahrhunderts gewaltige Baupläne, die unter ihm und seinen Nachfolgern nur zum Teil umgesetzt wurden. Teils planvoll, teils aus pragmatischen Gründen entstanden in den folgenden Jahrhunderten Kirchen, Kapellen, Verwaltungsgebäude, Wehranlagen, Unterkünfte und andere Bauwerke auf dem Vatikanischen Hügel. Im Jahre 1506 begannen die Bauarbeiten am Petersdom. 1589 gab Sixtus V. den Bau des Apostolischen Palastes in Auftrag, der noch heute die Wohnung des Papstes und wichtige Verwaltungsorgane enthält. Im Jahre 1626 wurde der Petersdom eingeweiht, der Endausbau dauerte bis 1650. Kurz darauf erhielt der Petersplatz seine heutige Form.
Parallel zum Ausbau des Vatikans weitete sich das Territorium des Kirchenstaats aus. Bis ins 19. Jahrhundert erstreckte es sich über das heutige Mittelitalien zwischen Rom im Südwesten bis Bologna im Nordosten – mit den Regionen Latium, den Marken, Umbrien und der Romagna. Allerdings wurde 1798 im Zuge der Französischen Revolution das Gebiet zur Römischen Republik erklärt, 1808 wurden die Territorien dem Königreich Italien einverleibt. Der Wiener Kongress stellte den Kirchenstaat jedoch wieder her.
Im Zuge der italienischen Einigung wurde der Kirchenstaat in den ersten Jahren des Pontifikats von Papst Pius IX. im europaweiten bürgerlichen Revolutionsjahr 1848/49 (vergleiche Deutsche Revolution 1848/49 und Februarrevolution 1848) erneut durch radikaldemokratische Aufstände erschüttert. Diese führten zur Flucht des Papstes und zu einer weiteren Republik im Kirchenstaat, die lediglich knapp fünf Monate (Februar bis Juli 1849) Bestand hatte, bis sie durch französische und spanische Interventionstruppen niedergeschlagen wurde (vergleiche Römische Republik (1849)). Der Staatspräsident Frankreichs und spätere (ab 1852) französische Kaiser Napoléon III. beließ einige Truppen als Schutzmacht des Papstes, der nach der Niederschlagung der Revolution wieder polizeistaatliche Verhältnisse im Kirchenstaat etablierte, bis 1870 in Rom. Nach dem Sardinischen Krieg zwischen dem Königreich Sardinien-Piemont und Frankreich einerseits und Österreich andererseits fiel ein Teil des Kirchenstaats bereits 1861 an das neu ausgerufene Königreich Italien. Als Frankreich seine Schutztruppen aufgrund des Deutsch-Französischen Krieges aus Rom abzog, wurde der Restkirchenstaat (Latium mit Rom) durch Truppen unter König Viktor Emanuel II. im Jahre 1870 besetzt. Der Status der Vatikanstadt war zunächst ungeklärt (sogenannte Römische Frage), jedoch blieb in ihr de facto die Herrschaft der katholischen Kirche bestehen, sodass sich ab 1870 die kirchlichen Verwaltungsorgane aus dem restlichen Kirchenstaat in der Vatikanstadt konzentrierten. In dieser Zeit entwickelte sich die bauliche und institutionelle Abschottung vom Rest Roms. Überlegungen, die Verhandlungsbasis des Papsttums gegenüber Italien zur Lösung der Römischen Frage durch eine souveräne territoriale Basis zu stärken (ohne dass zunächst daran gedacht war, dass der Papst Rom verließ), richteten sich unter anderem auf Friaul, Elba, Trient oder Liechtenstein, blieben jedoch ohne Ergebnis. Schließlich wurde der Kirchenstaat durch die Lateranverträge von 1929 zwischen dem Heiligen Stuhl und dem inzwischen diktatorisch von Benito Mussolini regierten Königreich Italien wieder als souveräner Staat festgeschrieben. Danach umfasst er nur noch das von einer Mauer begrenzte Gelände um den Petersdom.
Bombenabwürfe über dem Vatikan
Am 5. November 1943 warf ein italienisches Flugzeug fünf Bomben über dem Vatikan ab, von denen vier auf vatikanischem Territorium explodierten und mehrere Gebäude zum Teil beträchtlich beschädigten, darunter das Gebäude von Radio Vatikan, die Mosaikwerkstatt, den Bahnhof sowie die Mauer des Governatorats. Einige Fensterscheiben des Petersdoms zerbrachen durch die Wucht der Explosion. Menschen kamen nicht zu Schaden.
Nach Angaben des Senders Radio Vatikan galt der Angriff dem Gebäude des Senders, um die von Radio Vatikan ausgestrahlten Nachrichten zu unterbinden. In einer Mitteilung an Kriegsgefangene verbreitete der Sender, dass der Angriff von einem Faschisten durchgeführt wurde, der sich in Viterbo ein Flugzeug beschafft hatte und damit den Vatikan überflog.

## Politik

### Politisches System

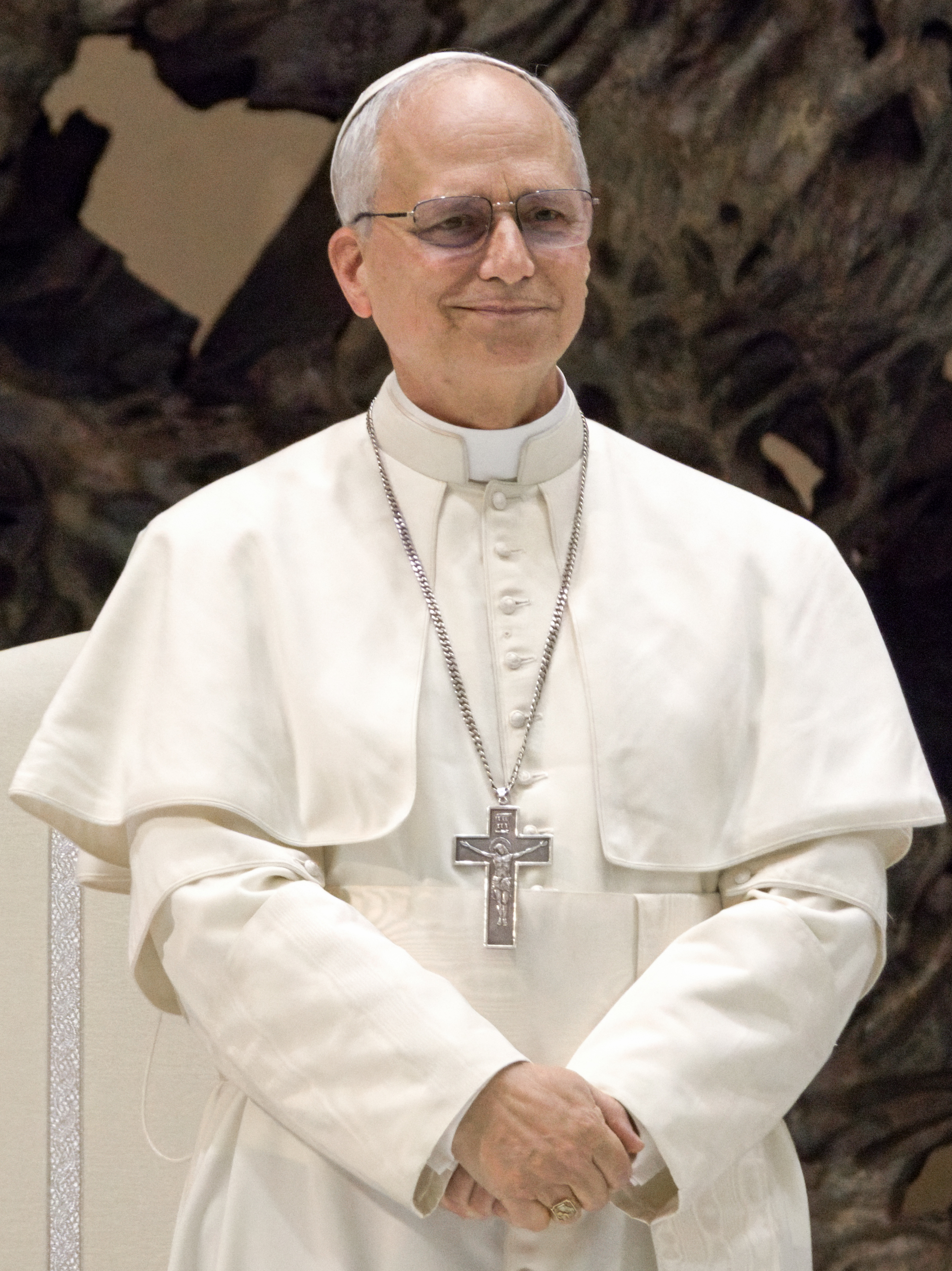
Papst Leo XIV. (2025)

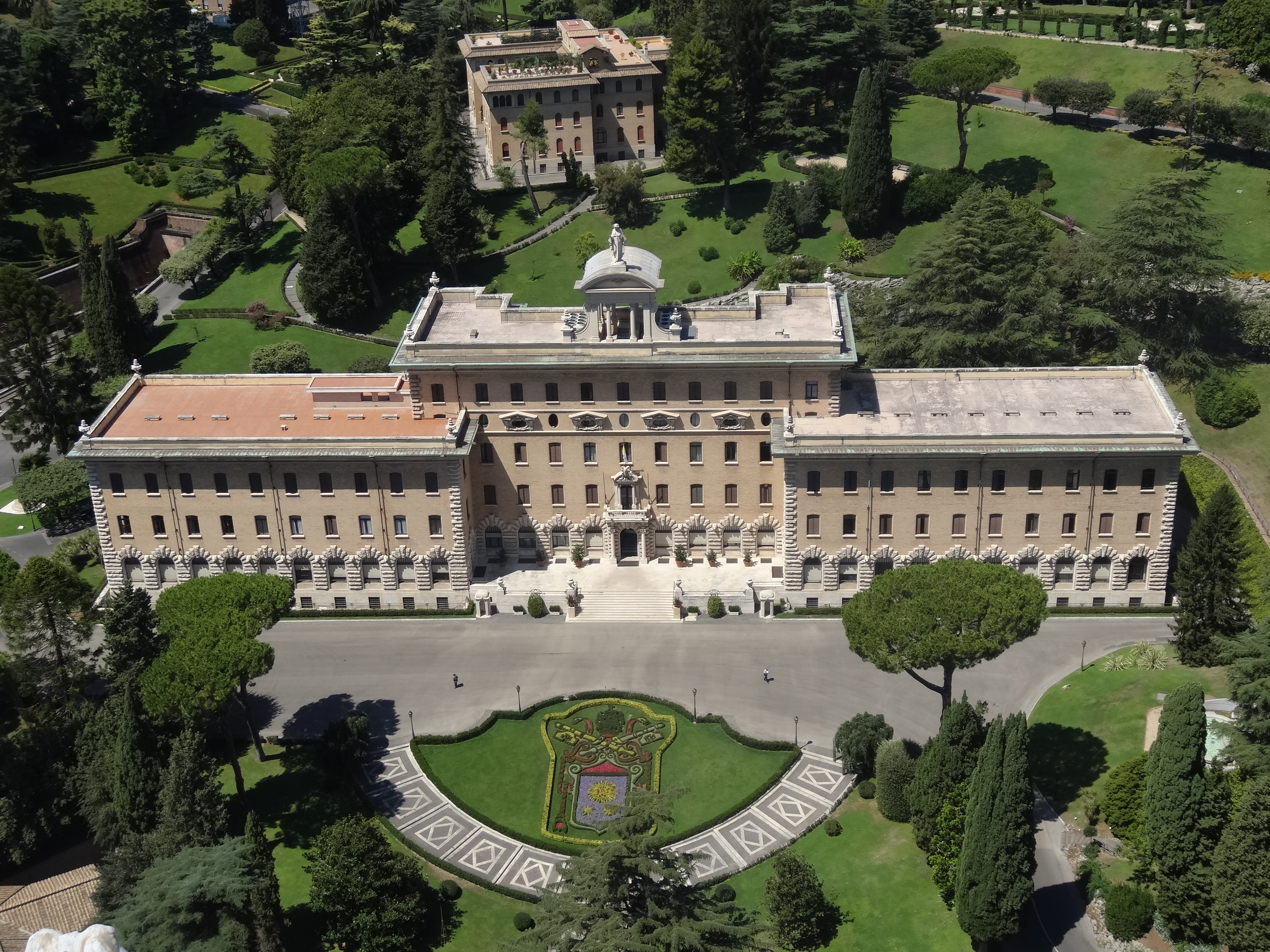
Regierungspalast, gesehen von der Kuppel des Petersdomes

Der Papst ist als Bischof von Rom ex officio Staatsoberhaupt des Staates der Vatikanstadt und besitzt die Fülle der gesetzgebenden, ausführenden und richterlichen Gewalt gemäß Art. 1 Abs. 1 des Grundgesetzes des Vatikanstaates. Die Vatikanstadt ist damit die letzte absolute Monarchie Europas. Mit der Staatswerdung im Jahr 1929 wurde ein Grundgesetz promulgiert, das 2001 und 2023 reformiert wurde.
Seit 1984 ist der Kardinalstaatssekretär mit der ständigen Vertretung des Papstes in der weltlichen Leitung der Vatikanstadt beauftragt.
Während der Sedisvakanz, also der Zeitspanne zwischen dem Tod oder dem Amtsverzicht des Papstes und der Wahl seines Nachfolgers, ruht alle päpstliche Gewalt. Das Kardinalskollegium verfügt über alle weltlichen Befugnisse des Papstes. Vordringlichste Aufgabe des Kardinalskollegiums ist die Ausrichtung der Papstwahl, die im so genannten Konklave stattfindet. Das aktive Wahlrecht ist in diesem Fall auf die Kardinäle beschränkt, die am Tag vor Eintritt der Sedisvakanz jünger als 80 Jahre waren. Gewählt werden kann prinzipiell jeder getaufte Mann, sofern er der katholischen Kirche angehört und gültig zum Bischof geweiht werden kann. In der Praxis wurden seit Jahrhunderten nur mehr Kardinäle zu Päpsten gewählt. Ein Frauenwahlrecht existiert nicht.
Andere Amtsgeschäfte als die Ausrichtung der Papstwahl kann das Kardinalskollegium während der Sedisvakanz in besonders dringenden Fällen ebenfalls führen. Solche Erlasse sind aber in ihrer Wirksamkeit auf die Dauer der Sedisvakanz begrenzt. Dem neu gewählten Papst steht es frei, diese Bestimmungen nach den Vorschriften des kanonischen Rechts zu bestätigen oder zu verwerfen.
Die legislative Gewalt übt, sofern sich der Papst eine Entscheidung nicht selbst oder besonderen Kurienmitgliedern vorbehalten hat, die aus sieben Mitgliedern (zumeist Kurienkardinälen) bestehende Päpstliche Kommission für den Staat der Vatikanstadt aus. Sie wird vom Papst für fünf Jahre ernannt und erarbeitet Gesetzesvorschläge, die dem Papst durch das Staatssekretariat zur Begutachtung unterbreitet werden. Dabei ist sie hauptsächlich für die Festlegung der Finanz- und Haushaltspolitik der Vatikanstadt zuständig.
Die exekutive Gewalt wird vom Governatorat der Vatikanstadt ausgeübt, deren Präsidentin Raffaella Petrini gleichzeitig die Vorsitzende der Päpstlichen Kommission ist. Sie wird in ihrer Tätigkeit von zwei Generalsekretären als Leiterin des Governatorats, zuständig für die zentrale Verwaltung, unterstützt. Wichtige Fragen legt der Kardinalpräsident der Kommission oder dem Staatssekretariat zur Überprüfung vor.
Die Judikative (Recht der Vatikanstadt) besteht aus einem Gericht erster Instanz, einem Appellations- und einem Kassationshof. Urteile werden im Namen des Papstes gefällt. Dieser hat nach dem Staatsgrundgesetz das Recht, in jedweder Straf- oder Zivilsache und in jeder Phase allumfassend einzugreifen und beispielsweise die Entscheidungsbefugnis in einem Prozess einer speziellen Instanz oder sich selbst zu übertragen. Rechtsmittel sind in solchen Fällen nicht mehr zulässig; seine richterliche und kirchliche Jurisdiktionsgewalt ist allumfassend. Die Todesstrafe wurde 1969 formell abgeschafft. Sie wurde seit Bestehen des Staates der Vatikanstadt nie vollstreckt.

### Internationale Beziehungen
Der Papst als natürliche Person ist zwar Staatsoberhaupt, als Souverän aber wird in den Lateranverträgen der Heilige Stuhl (Völkerrechtssubjekt) bezeichnet. Somit ist der Vatikanstaat das einzige Völkerrechtssubjekt, dessen Souverän selbst ein (von seinem Staat verschiedenes) Völkerrechtssubjekt ist.
Der Staat der Vatikanstadt nimmt keine diplomatischen Beziehungen zu anderen Staaten auf, sondern überlässt dies dem Heiligen Stuhl, der als ein souveränes nichtstaatliches Völkerrechtssubjekt ebenfalls durch den Papst repräsentiert wird und die Vatikanstadt im diplomatischen Verkehr vertritt. Das erfolgt zum einen, um im diplomatischen Dienst Doppelstrukturen zu vermeiden. Zum anderen ist dem Staat der Vatikanstadt grundsätzlich nicht die Aufgabe zugedacht, unter den Staaten der Welt als solcher zu agieren. Daher stattet der Papst im Allgemeinen auch keine Staatsbesuche ab, sondern Pastoralbesuche, wenngleich das Protokoll ihn aufgrund seiner Eigenschaft als Völkerrechtssubjekt wie ein Staatsoberhaupt behandelt.
Derzeit unterhält der Heilige Stuhl diplomatische Beziehungen mit 183 Staaten (Stand: 2020).
Der Staat der Vatikanstadt ist auch kein Mitglied z. B. der Vereinten Nationen, der UNESCO oder der Welthandelsorganisation, während der Heilige Stuhl bei diesen und anderen internationalen Organisationen permanenten Beobachterstatus genießt, mitunter auch – wie im Falle der OSZE und IAEA – ordentliches Mitglied ist. Zu den wenigen internationalen Organisationen, denen der Staat der Vatikanstadt direkt und nicht im Wege der Vermittlung durch den Heiligen Stuhl angehört, gehören zum Beispiel der Weltpostverein (seit 1929), CEPT (seit 1963) und Interpol, deren Aufgaben weniger politischer als vielmehr technischer Natur sind.
Der Staat der Vatikanstadt gehört auch dem Europarat nicht an und kann daher auch nicht Mitglied der im Wesentlichen auf Mitglieder des Europarates beschränkten Europäischen Menschenrechtskonvention sein. Beim Europarat ist jedoch der Heilige Stuhl Beobachter. Der Staat der Vatikanstadt gehört auch nicht dem Internationalen Strafgerichtshof an.
Zudem hat der Staat der Vatikanstadt den OECD „Common Reporting Standard“ nicht unterzeichnet. Damit ist der Vatikan neben Belarus der einzige Staat in Europa, der den Standard zur Bekämpfung von Steuerhinterziehung und Geldwäsche nicht unterzeichnet hat. Der Vatikan wurde in der Vergangenheit dafür kritisiert, Geldwäsche für die Mafia zu betreiben.
Bestimmte Besitzungen des Heiligen Stuhls in und um Rom haben gemäß den Lateranverträgen exterritorialen Status, ohne aber Teil des vatikanischen Territoriums zu sein. Für die innere Sicherheit des Staates sind die Schweizergarde und das vatikanische Gendarmeriekorps zuständig. Die äußere Sicherheit wird durch den italienischen Staat gewährleistet.

### Sicherheit

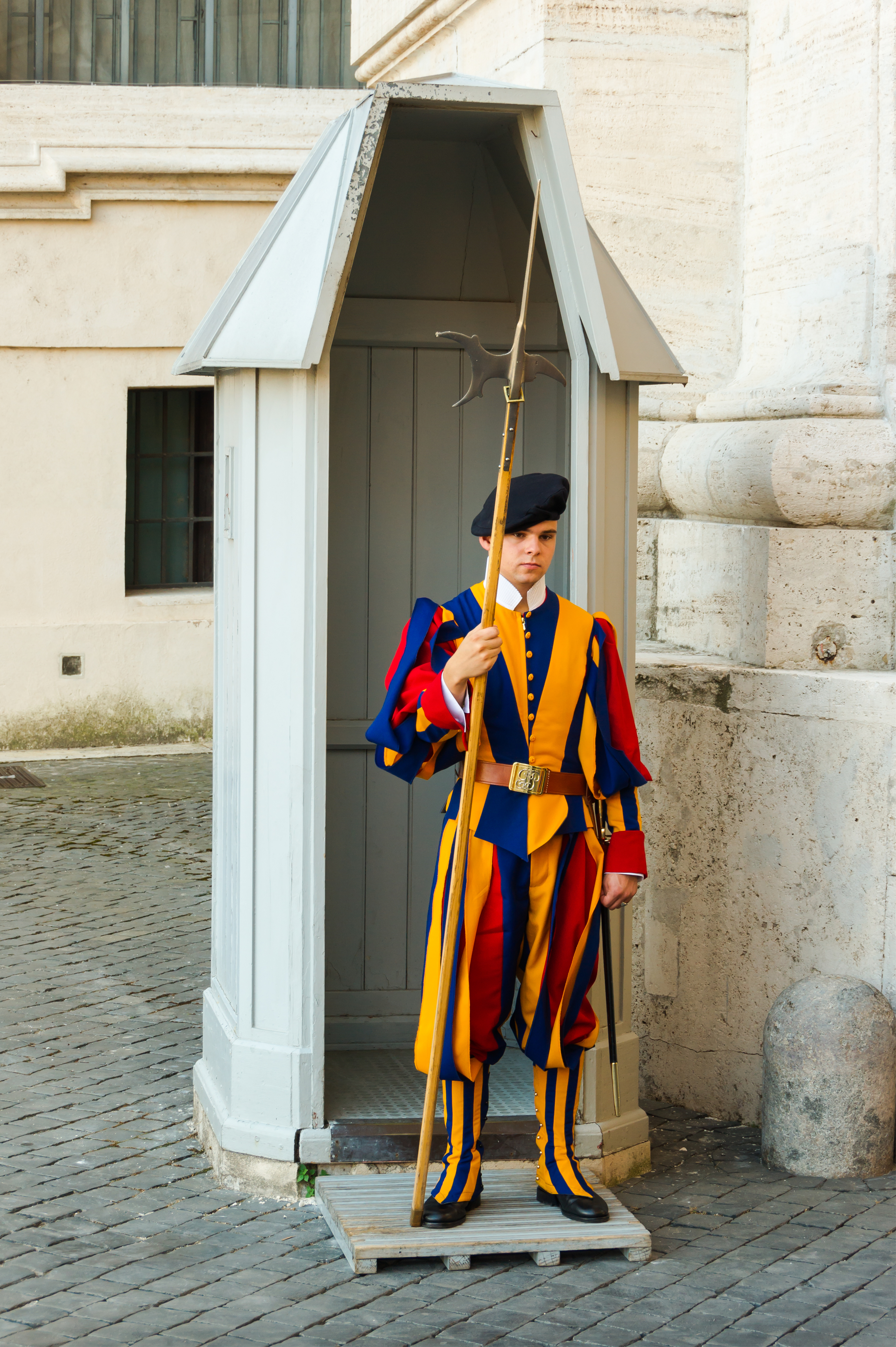
Schweizergardist in seiner traditionellen Uniform

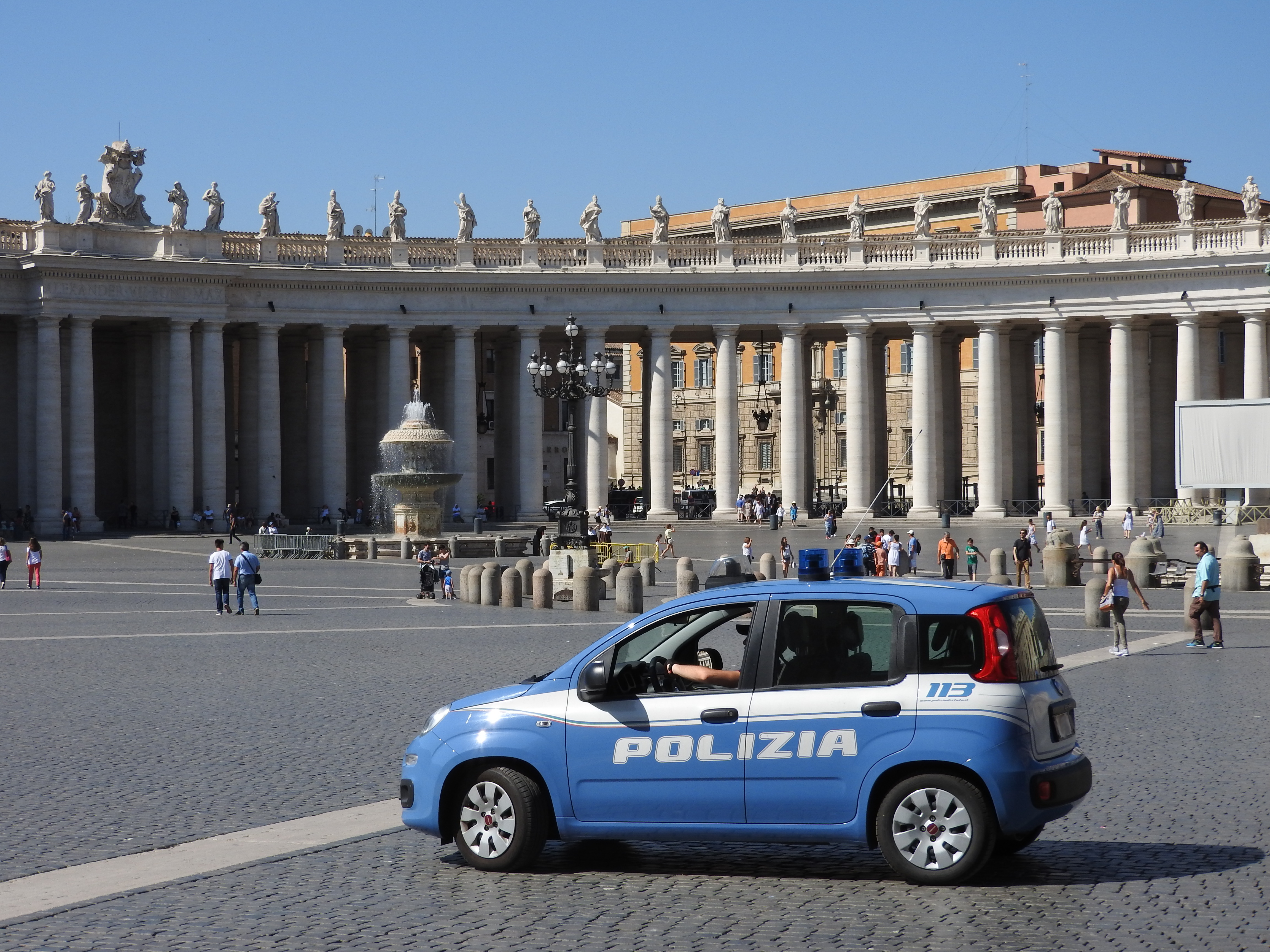
Italienisches Polizeifahrzeug des Aufsichtsamtes für Öffentliche Sicherheit „Vatikan“.

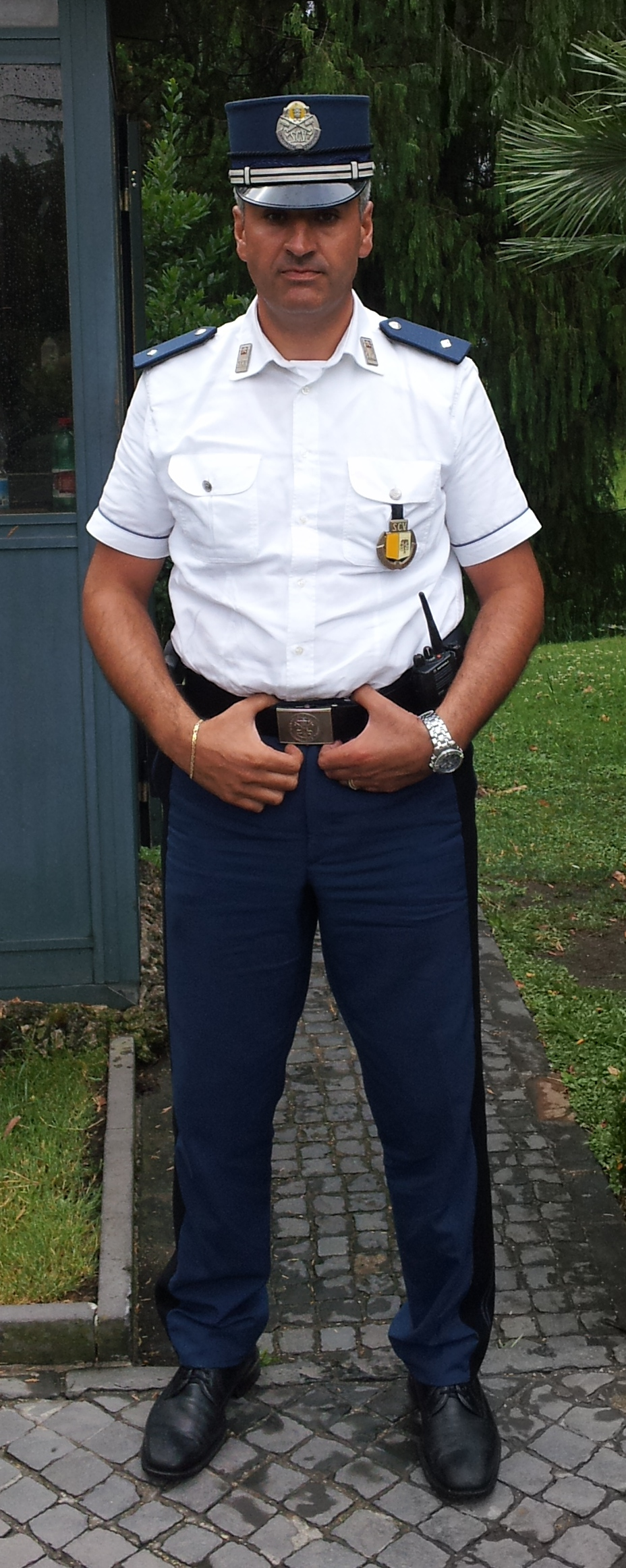
Gendarm der Corpo della Gendarmeria Vaticana in den Vatikanischen Gärten

Mit der Schweizergarde verfügt der Vatikan über die kleinste (ca. 100 Mitglieder) und älteste (seit 1506) Armee der Welt. Für die interne Sicherheit gibt es zusätzlich eine eigene Polizei, den Corpo della Gendarmeria. Der Vatikan verfügt aber nicht über Luft- oder Seestreitkräfte. Die externe Landesverteidigung wird gemäß einem bilateralen Abkommen durch Italien gesichert. Laut den Lateranverträgen ist Italien für die Sicherheit auf dem vatikanischen Petersplatz zuständig. Durchgeführt wird die Überwachung vom Aufsichtsamt für Öffentliche Sicherheit „Vatikan“, das direkt der Abteilung für Öffentliche Sicherheit der italienischen Polizei unterstellt ist.
Für Besucher gibt es bei der Einreise, die meistens zu Fuß erfolgt, eine Sicherheitsüberprüfung, aber keine Ausweis- oder Zollkontrolle. Bei der Ausreise nach Italien werden keinerlei Kontrollen durchgeführt, mitgebrachte Waren bleiben also de facto zoll- und steuerfrei.
Der Vatikan kann auf seinem Gebiet straffällig gewordene Personen, gleichgültig, ob sie dort von der eigenen Gendarmerie oder von Hilfstruppen der italienischen Polizei verhaftet werden, zur Aburteilung an Italien überstellen, das zur Übernahme verpflichtet ist und vatikanisches Recht anzuwenden hat. Bei einer vorherigen Flucht auf italienisches Territorium wird ohne weiteres aufgrund der italienischen Gesetze gegen den Täter vorgegangen.
Der Vatikanstaat hat, wenn die Anzahl der Straftaten in Relation zur Anzahl der Einwohner gestellt wird, die höchste Kriminalitätsrate der Welt; tatsächlich ist dies aber darauf zurückzuführen, dass Täter und Opfer der Straftaten so gut wie ausschließlich aus dem Kreise der jährlich 18 Millionen Besucher stammen. Hierbei handelt es sich hauptsächlich um Kleinkriminalität wie etwa Handtaschendiebstähle. Das vatikanische Gefängnis bietet nur zwei Personen Platz. Es wurde im Laufe der Geschichte nur selten genutzt: Einer der Insassen war ein Priester, der wegen illegalen Geldtransfers verurteilt wurde; der zweite war ein Mann, der beim Münzdiebstahl im Petersdom ertappt wurde; der dritte war ein schwedischer Tourist, der einen Priester attackierte und zuletzt wurde ein Schweizer Besucher inhaftiert, der einen Gardisten gröblich beleidigt hatte. Der Papst-Attentäter Mehmet Ali Ağca verbüßte seine Strafe nicht im Vatikan, sondern in einem römischen Gefängnis. Medienberichten zufolge saß im Jahr 2012 der Kammerdiener des Papstes im Vatikan ein, der wegen der „Vatileaks“-Affäre in die Schlagzeilen geraten war. Ende 2015 war Lucio Ángel Vallejo Balda im Zusammenhang mit der „zweiten Vatileaks-Affäre“ dort in Haft.

#### Feuerwehr
In der Feuerwehr der Vatikanstadt waren im Jahr 2018 insgesamt 37 Berufsfeuerwehrleute organisiert, die in einer Feuerwache, in denen acht Feuerwehrfahrzeuge bereitstehen, tätig sind. Die vatikanische Feuerwehrorganisation Corpo dei vigili del fuoco dello Stato della Città del Vaticano repräsentiert die vatikanische Feuerwehr mit ihren Feuerwehrangehörigen im Weltfeuerwehrverband CTIF.

## Recht

### Allgemeines
Hauptquellen des vatikanischen Rechts sind das kanonische Recht, die vatikanischen Gesetze, Dekrete und Reglemente sowie Völkerrecht (Art. 1 des Rechtsquellengesetzes, Nr. LXXI/2008, im Folgenden: RQG), allen voran das Grundgesetz von 2023. Subsidiär wird italienisches Recht übernommen, soweit es nicht in Widerspruch zu göttlichem oder kanonischem Recht steht (Art. 3 RQG).
Zur Justiz siehe Gerichtsorganisation (Vatikanstadt).

### Zivilrecht
Auf dem Gebiet des Zivilrechts gelten u. a.
- das italienische Zivilgesetzbuch von 1942[37] nach dem Stand von 2008, mit Einschränkungen z. B. bei Staatsbürgerschaft, Ehe- und Arbeitsrecht (Art. 4 RQG)
- arbeitsrechtlich das vatikanische Generalreglement für das Personal des Governorats, Nr. CXXVI/2010[38]
- das italienische Urheberrecht mit Ergänzungen (vatikanisches Gesetz Nr. CXCVII/2017);[39] Patent- und Markenrecht nach dem Stand von 2008 (Art. 12 Abs. 1 Buchst. a Nr. 2 RQG)
- das vatikanische Zivilprozessgesetzbuch von 1946[40] (Art. 5 RQG)
- hilfsweise: göttliches und Naturrecht sowie die allgemeinen Grundsätze der vatikanischen Rechtsordnung (Art. 6 RQG).

### Strafrecht
Das Strafrecht bilden insbesondere
- das italienische Strafgesetzbuch von 1889[41] nach dem Stand von 1924[42] mit späteren vatikanischen Änderungen[43] (Art. 7 RQG)

- die Ergänzenden Normen auf strafrechtlichem Gebiet, Nr. VIII/2013[44]

| Titolo | Artt.       | Norme complementari in materia penale                                                                                           | Ergänzende Normen auf strafrechtlichem Gebiet                                                                        |
| ------ | ----------- | --- | --- |
| I      | 01–03       | Delitti contro la persona | Verbrechen gegen die Person                                                                                          |
| II     | 04–12       | Delitti contro i minori | Verbrechen gegen Minderjährige                                                                                       |
| III    | 13–15       | Delitti contro l'umanità | Verbrechen gegen die Menschlichkeit                                                                                  |
| IV     | 16–17       | Crimini di guerra | Kriegsverbrechen |
| V      | 18–24ter    | Delitti in materia di terrorismo o di eversione                                                                                 | Verbrechen auf dem Gebiet von Terrorismus und Subversion                                                             |
| VI     | 15–30       | Delitti mediante ordigni esplosivi o concernenti materiale nucleare                                                             | Verbrechen durch Sprengstoffe oder betreffend Kernmaterial                                                           |
| VII    | 31–37       | Delitti contro la sicurezza della navigazione marittima o aerea o contro la sicurezza degli aeroporti o delle piattaforme fisse | Verbrechen gegen die Sicherheit der See- oder Luftfahrt oder gegen die Sicherheit von Flughäfen oder Bohrplattformen |
| VIII   | 38–40       | Delitti contro le persone che godono di protezione internazionale                                                               | Verbrechen gegen Personen, die internationalen Schutz genießen                                                       |
| IX     | 41–45       | Delitti in materia di sostanze stupefacenti o psicotrope                                                                        | Verbrechen auf dem Gebiet der Betäubungsmittel und psychotropen Substanzen                                           |
| IX bis | 45bis–45ter | Reati in materia di beni culturali                                                                                              | Straftaten auf dem Gebiet der Kulturgüter                                                                            |
| X      | 46–51       | Responsabilità amministrativa delle persone giuridiche dérivante da reato                                                       | Verwaltungsmäßige Verantwortlichkeit juristischer Personen aufgrund einer Straftat                                   |
| XI     | 52–55       | Disposizioni Finali | Schlussbestimmungen                                                                                                  |
- das italienische Strafprozessgesetzbuch von 1913[45] nach dem Stand von 1929 mit späteren vatikanischen Änderungen[43] (Art. 8 RQG)
- hilfsweise: allgemeine Rechtsgrundsätze mit der Möglichkeit, eine Geldstrafe bis zu 3000 Euro oder eine Freiheitsstrafe bis zu sechs Monaten zu verhängen (Art. 9 RQG). Dieser Auffangtatbestand ermöglichte (in seiner Fassung von 1929, Art. 23 RQG)[46] beispielsweise die Bestrafung von Drogendelikten, bevor es eine explizite vatikanische Regelung dazu gab.[47]

### Verwaltungsrecht
Im Verwaltungsrecht gibt es beispielsweise
- das Gesetz über Bürgerrecht, Aufenthalt und Zutritt, Nr. CXXXI/2011[48]
- die Allgemeinen Normen über Verwaltungssanktionen, Nr. X/2013[49]
- das Gesetz über die Regierung, Nr. CCLXXIV/2018[50] (Art. 30 ff: Bestimmungen zur Anfechtung von Verwaltungsakten)
- zahlreiche italienische Regelungen, teils nach dem Stand von 2008 (z. B. Maße und Gewichte, Bahn, Post, Telekommunikation, Luft- und Autoverkehr, Infektionsschutz; Art. 12 Abs. 1 Buchst. a RQG), teils unter dynamischer Verweisung (z. B. Baupolizei und öffentliche Gesundheit; Art. 12 Abs. 1 Buchst. b RQG).

## Wirtschaft

### Wirtschaftssituation
Als souveräner Staat wickelt der Vatikan seine Finanzgeschäfte eigenständig ab.
Anfang der 1990er Jahre haben neben der Offenlegung der Staatsfinanzen auch spürbare Bemühungen eingesetzt, die über Jahrhunderte gewachsene Organisationsstruktur zu vereinfachen. Die Verwaltung der vatikanischen Vermögenswerte stützt sich nun auf vier Säulen:
- die Präfektur für die ökonomischen Angelegenheiten des Heiligen Stuhls ist zuständig für die Verwaltung aller Wirtschafts- und Finanzangelegenheiten des Heiligen Stuhls
- das Governatorat der Vatikanstadt ist für Einnahmen und Ausgaben auf dem Territorium der Vatikanstadt zuständig
- die Güterverwaltung des Apostolischen Stuhls (APSA) hat die Aufgaben des Schatzamtes, der Zentralbank der Vatikanstadt und des Heiligen Stuhls.
- das Istituto per le Opere di Religione (IOR), besser bekannt als Vatikanbank, ist ein privatrechtliches Kreditinstitut im Besitz des Heiligen Stuhls

### Staatsfinanzen
Zu den Haupteinnahmequellen des Vatikans gehören, abgesehen von den Einnahmen aus den grundsteuerfreien Immobilien, die Geschäfte innerhalb des Vatikans. Die Gewinne des Supermarktes ebenso wie die Überschüsse der Vatikantankstelle, der Apotheke und des Bekleidungsgeschäftes fließen in die Staatskasse. Die Kartenzahlungen in diesen Einrichtungen wurden zum 1. Januar 2013 unterbunden, jedoch schon wenige Wochen später wieder ermöglicht. Als Begründung wurde genannt, dass der Vatikan die internationalen Geldwäscheregeln nicht befolge. Daher dürfe der Betreiber der Terminals, die italienische Tochter der Deutschen Bank, nicht weiter im Vatikan operieren.
Weitere Einnahmen werden durch Souvenirstände, Eintrittsgelder und Spenden erzielt. Jährlich werden im Schnitt etwa 85 Millionen Euro an den Vatikan gespendet. Andere Einnahmequellen sind der Verkauf von vatikanischen Euromünzen und Sonderprägungen sowie Briefmarken. Die Vermietung von rund 2400 Immobilien außerhalb des Vatikans garantiert ebenfalls ein regelmäßiges Einkommen.
Zudem besitzt der Vatikan Gold, das in New York lagert, gut 850 Immobilien im geschätzten Wert von 1,5 Milliarden Euro sowie Kunstschätze von unschätzbarem immateriellen Wert, von denen der frühere Papst Johannes Paul II. sagte: „Sie sind unverkäuflich, sie gehören allen Menschen.“
Von der Staatsbilanz sind die Einnahmen aus Kirchensteuern sowie bestimmte Aufwendungen ausdrücklich ausgeschlossen. Diese fließen direkt den Diözesen und Ordensgemeinschaften in aller Welt zu, die jedoch die Arbeit des Papstes, der vatikanischen Kongregationen, Räte und Kirchengerichte mit Millionenbeträgen unterstützen. Nach Angaben verschiedener Bistümer in Deutschland verstehe sich die katholische Kirche ausdrücklich als Weltkirche, und da der Vatikan wichtige übergeordnete Aufgaben wahrnehme, tragen über den Verband der Diözesen Deutschlands demzufolge alle deutschen Bistümer pro Jahr einen Anteil für die Aufgaben der Weltkirche bei.
Obwohl die Vatikanstadt nicht Mitglied der Europäischen Union ist, ist der Euro (als Nachfolgewährung der seinerzeit der Italienischen Lira entsprechenden Vatikanischen Lira) durch bilaterale Verträge offizielles Zahlungsmittel. Für den Handel mit dem Vatikan gelten jedoch die gleichen Zollbestimmungen wie für den Handel mit Ländern außerhalb des Europäischen Binnenmarktes.
Das Budget umfasste 2008 Ausgaben von umgerechnet 356,8 Mio. US-Dollar bei Einnahmen von umgerechnet 355,5 Mio. US-Dollar.
Bischof Carlo Maria Viganò hat als Generalsekretär der wirtschaftlichen Verwaltung des Vatikans den Haushalt saniert und von einem Verlust von ca. 8 Mio. € im Jahr 2009 zu einem Überschuss von mehr als 34 Mio. € 2010 geführt.
Am 22. November 2024 warnte Papst Franziskus in einem Schreiben vor leeren Rentenkassen im Vatikan. Dies könne zu Gehaltskürzungen und den Wegfall anderer Vergünstigungen führen. Der Vatikan ist schon länger finanziell angeschlagen. Ursachen sind Misswirtschaft, Defizite im Budget und vor allem weniger Einnahmen durch die Corona-Pandemie.

### Sonstiges
Im Vatikan gibt es keine Umsatzsteuer. Wirtschaftswerbung ist verboten, außer an Kraftfahrzeugen.
Im Jahre 2010 wurde der 100. Brunnen im Vatikan eröffnet. Ein bekannter historischer Brunnen in der Vatikanstadt ist der Galeerenbrunnen.

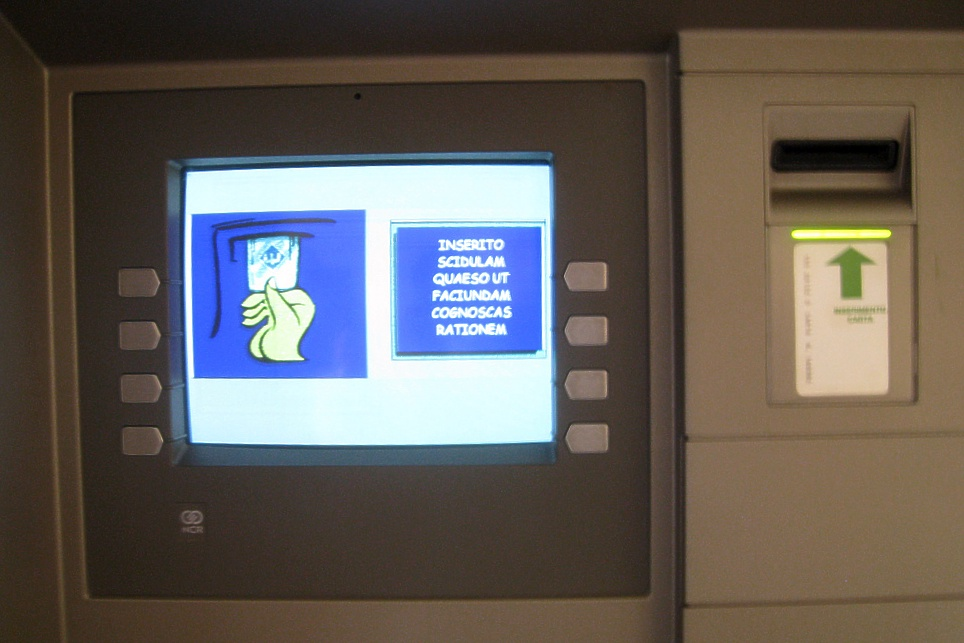
Geldautomat mit lateinischer Anleitung

Es gibt keinen Friseur, kein Krankenhaus (jedoch eine Krankenstation), keine Schule, jedoch einen Supermarkt, eine Apotheke (seit 1874) und mehrere Tankstellen. Der Abfall wird durch die römische Stadtverwaltung abtransportiert. In den vatikanischen Museen befinden sich ein Selbstbedienungsrestaurant, eine Pizzeria und ein Café, auf dem Dach der Peterskirche ein Souvenirgeschäft und ein kleines Café.
Es gibt im Vatikan keinen privaten Grundbesitz, Wohnungen werden den Vatikanbürgern für die Dauer ihres Amtes zugeteilt. Die Staatsbürger zahlen weder für elektrischen Strom noch für Telefon. Die Mieten sind sehr niedrig und betragen etwa vier Prozent des Einkommens.
Die Einkommen der unteren Gehaltsklasse betragen um die 1300 Euro, ein Kardinal erhält etwas mehr als das Doppelte. Vatikanische Gehälter unterliegen keiner Einkommensteuer. Der Papst selbst bezieht kein Gehalt. 1981 wurde mit der „Arbeitnehmervereinigung der Laien im Vatikan“ eine Art Gewerkschaft gegründet. Im Vatikan gilt eine 36-Stunden-Woche, Tarifverhandlungen gibt es nicht.
Die Geldautomaten im Vatikan (automatum monetale, Plural: automata monetalia) besitzen auch eine lateinische Sprachauswahl.

## Verkehr und Infrastruktur

### Eisenbahn

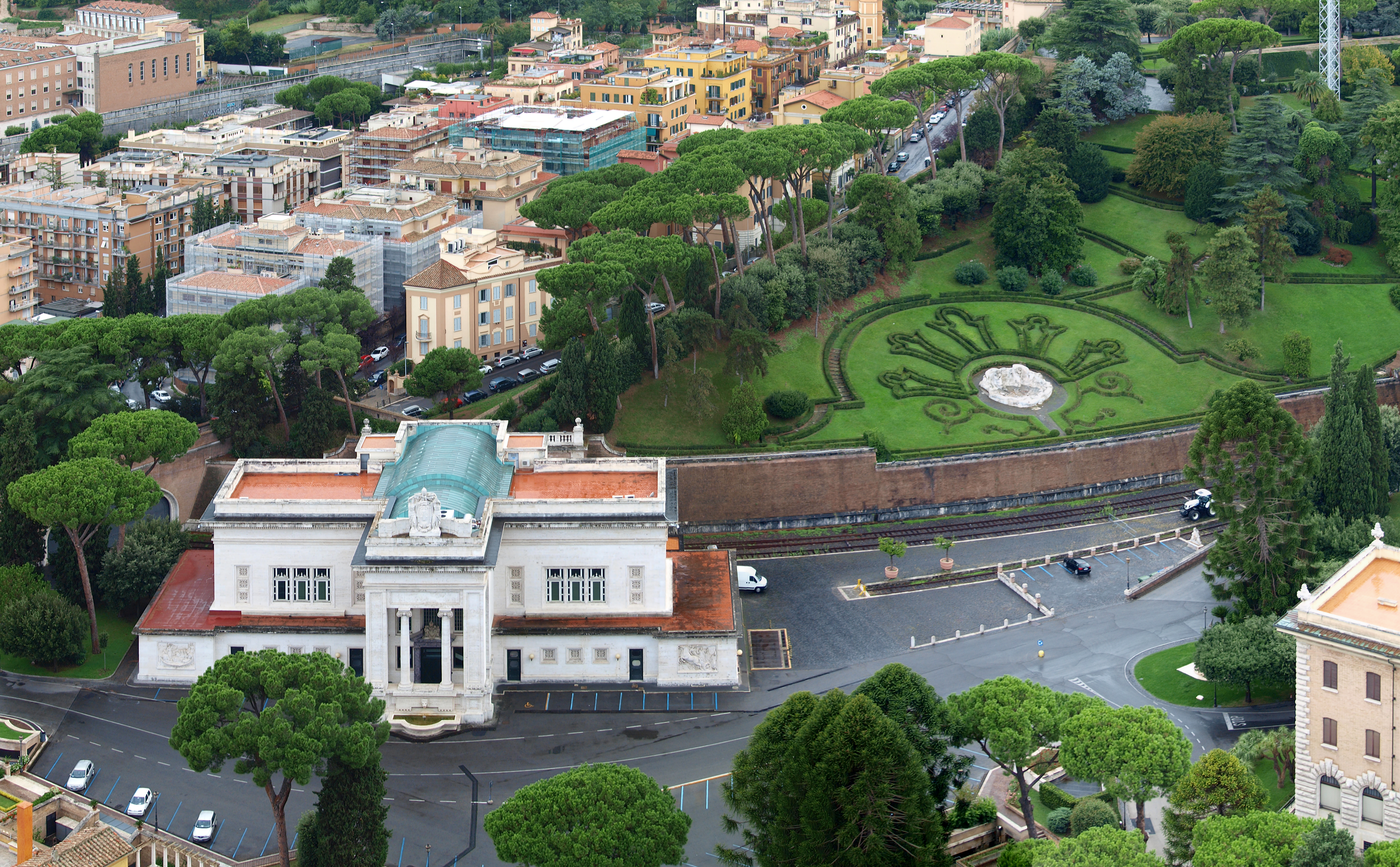
Der selten benutzte Bahnhof des Vatikans

Der Vatikan verfügt seit 1933 über einen eigenen Bahnhof und rund 200 Meter Schienenstrecke. Damit verfügt der Vatikan bezogen auf die Bevölkerung über die höchste Bahnhofsdichte weltweit. Der Bahnhof wird nur selten von der Kurie selbst für die Personenbeförderung genutzt, zuletzt 1979 (zum nächstgelegenen Bahnhof Roma San Pietro), 2002 (nach Assisi) von Johannes Paul II. und 2011 von Papst Benedikt XVI. ebenfalls nach Assisi. Jeden Samstag fährt ein Zug der FS im Auftrag der Vatikanischen Museen eine Besuchergruppe von diesem Bahnhof nach Castel Gandolfo. Darüber hinaus gibt es immer wieder Sonderfahrten für Reisegruppen, z. B. im Jahre 2008 für die Deutsche Gesellschaft für Eisenbahngeschichte. Ansonsten wird diese Schienenstrecke zum Gütertransport benutzt. Die Zufahrt zur Vatikanstadt ist durch ein großes Tor von Rom getrennt. Der Gleisanschluss des Vatikans an die italienische Eisenbahninfrastruktur wird durch die Vatikanische Staatsbahn betrieben. Seit 2003 ist im Bahnhof ein kleines Kaufhaus untergebracht.
Der Bahnhof Roma San Pietro (Luftlinie 500 m südlich der Vatikanstadt) wird im regelmäßigen Schienenpersonennahverkehr bedient. Dort halten die S-Bahn-ähnlichen Züge der Linien FL 3 und 5, welche Rom mit Viterbo und Civitavecchia verbinden.

### Luftverkehr
Im Vatikan befindet sich der Vatikanische Heliport als Hubschrauberlandeplatz. Die nächstgelegenen Verkehrsflughäfen sind Rom-Ciampino und Rom-Fiumicino.

### Straßenverkehr
Die etwa 50 Straßen tragen Straßennamen und -schilder. Die beiden „Hauptstraßen“ sind die Via del Pellegrino und die Via di Belvedere, die beide beim St.-Anna-Tor, der Haupteinfahrt in die Vatikanstadt, beginnen.

### Öffentlicher Personennahverkehr
Innerhalb der Vatikanstadt verkehren keine Nahverkehrsmittel. Im öffentlichen Nahverkehr ist die Vatikanstadt vom römischen U-Bahnhof Ottaviano der Metro-Linie A zu Fuß erreichbar. Die geplante Metro-Linie C sollte eigentlich nach 2021 eine U-Bahn-Station am Petersplatz bedienen; der Ausbau wird nach derzeitigem Stand inzwischen aber nicht mehr weiter betrieben werden.
Darüber hinaus ist die Vatikanstadt über die Haltestelle Risorgimento mit der Linie 19 der Straßenbahn Rom und diversen Buslinien erreichbar. Eine dieser Buslinien ist die Linie 49 (Stazione Roma Monte Mario FL 3 ↔ Via di Torrevecchia ↔ L.GO Boccea/Cornelia A ↔ Risorgimento/San Pietro 19 ↔ Piazza Cavour), die über die Viale Vaticano den Norden und Osten der Vatikanstadt erschließt. Die Straßenbahnlinie 19 hält auch an der Haltestelle Ottaviano, sodass sie sich dort mit der Metro-Linie A kreuzt. Alle diese Linien werden von der ATAC betrieben.

### Schifffahrt
Obwohl die Vatikanstadt keinen direkten Zugang zum Meer besitzt, ist ihr gemäß der Erklärung von Barcelona aus dem Jahr 1921 die Hochseeschifffahrt mit eigenen Schiffen unter der päpstlichen Flagge gestattet – ein Recht, das derzeit nicht ausgeübt wird.

### Energie
2008 erhielt der Vatikanstaat den Europäischen Solarpreis 2008 für die Installation einer Solarstromanlage von der Größe eines Fußballfeldes (etwa 2400 Module bei 222 kWp) auf der päpstlichen Audienzhalle. Dadurch werden seit der Installation vom Vatikan pro Jahr rund 220 Tonnen weniger Kohlenstoffdioxid ausgestoßen.
Mit der Motu proprio Fratello Sole („Bruder Sonne“) wies Papst Franziskus im Juni 2024 die Errichtung einer Freiflächen-Photovoltaikanlage auf dem Exterretorialgebiet in Santa Maria di Galeria an, die künftig den gesamten Vatikanstaat und Radio Vatikan mit Strom versorgen soll.

### Postwesen
Als souveräner Staat besitzt der Vatikan mit der „Poste Vaticane“ eine eigene Postverwaltung, deren Briefmarken ausschließlich auf eigenem Territorium gültig sind. Das Porto richtet sich nach den entsprechenden Entgelten der italienischen Post. In der Vatikanstadt werden pro Einwohner und Jahr die meisten Poststücke versandt (7200); zum Vergleich: in den Vereinigten Staaten sind es 660 und in Italien 109 pro Jahr.

### Kommunikation
Die Top-Level-Domain der Vatikanstadt ist .va. Sie zählt zu den länderspezifischen Top-Level-Domains mit den wenigsten aktiven Adressen überhaupt. Die Amtssprache ist Latein.

## Kultur und Sehenswürdigkeiten

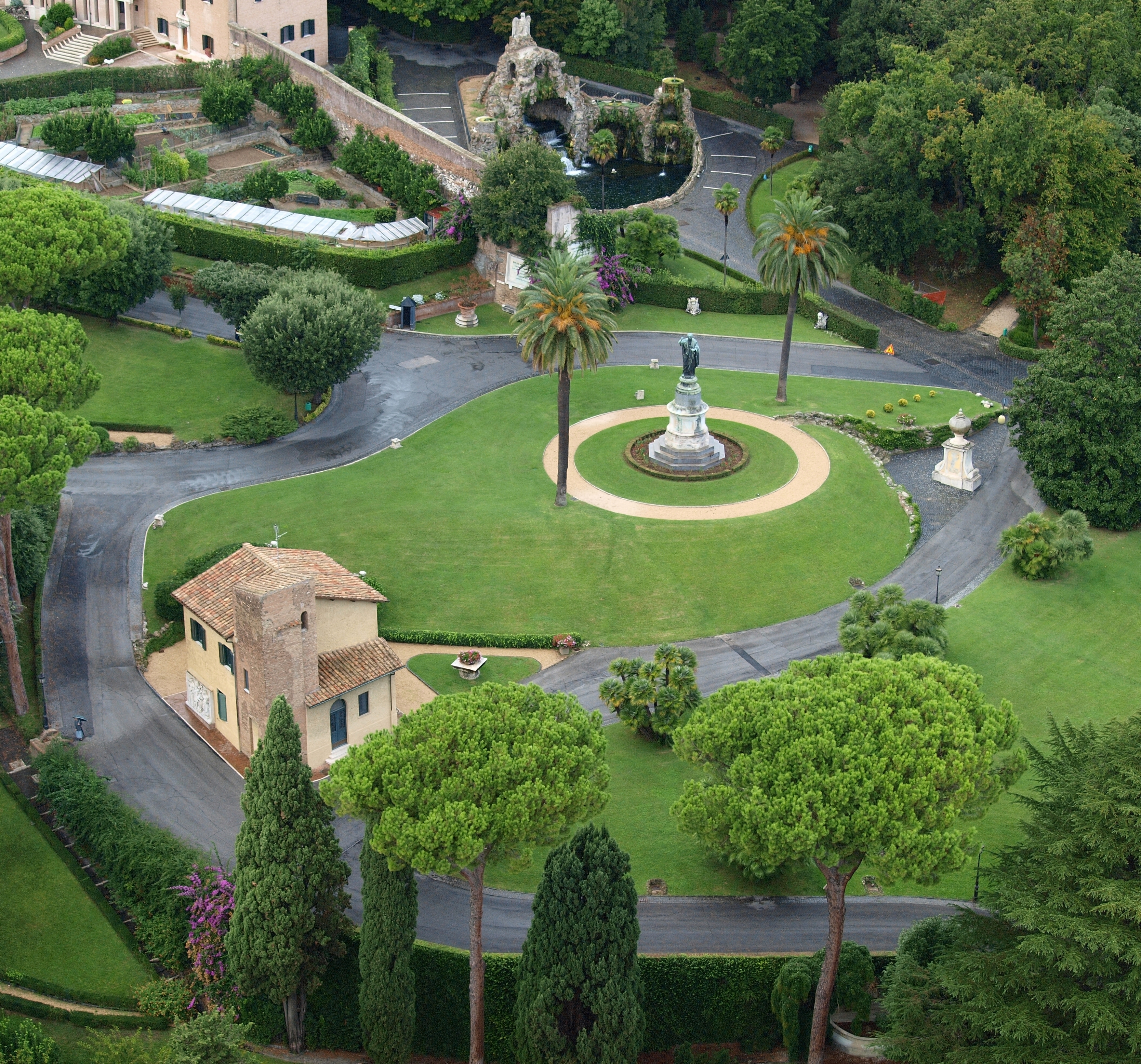
Teil der Vatikanischen Gärten mit Petrusdenkmal, im Hintergrund das Kloster Mater Ecclesiae

### Bauwerke
Hauptsehenswürdigkeit der Vatikanstadt ist der Petersdom, dessen Westfassade den vorgelagerten Petersplatz mit seinen halbrunden Kolonnaden dominiert. Auf der Nordseite des Platzes liegt der Apostolische Palast mit der Residenz des Papstes.
Der Eingang zu den Vatikanischen Museen liegt am Nordrand der Vatikanstadt. Sie beherbergen vor allem die päpstlichen Kunstsammlungen. Im Rahmen eines Museumsbesuch können auch Teile des Apostolischen Palasts besichtigt werden, darunter die Sixtinische Kapelle und die Stanzen des Raffael. In einem Querflügel des Museumsgebäudes sind die Apostolische Bibliothek und das Apostolische Archiv untergebracht. Die Pinakothek mit der päpstlichen Gemäldesammlung befindet sich in einem separaten Gebäude.
Westlich des Petersdoms liegen die der Öffentlichkeit nicht zugänglichen Vatikanischen Gärten mit weiteren Gebäuden, darunter das Kloster Mater Ecclesiae, in dem der emeritierte Papst Benedikt XVI. bis zu seinem Tod wohnte, das Casino di Pio IV mit der Päpstlichen Akademie der Wissenschaften, der Governatoratspalast, die Kirche Santo Stefano degli Abissini, die Direktion von Radio Vatikan und der Bahnhof. Nach Voranmeldung kann ein Teil der Vatikanischen Gärten im Rahmen einer Führung besichtigt werden.

### Kulturgutschutz
Das gesamte Gebiet der Vatikanstadt ist seit 1984 durch die Organisation der Vereinten Nationen für Bildung, Wissenschaft, Kultur und Kommunikation (UNESCO) als Weltkulturerbe anerkannt. Die Vatikanstadt ist somit der einzige Staat der Welt, dessen komplettes Territorium eine Welterbestätte ist.
Allerdings hat nicht der Staat Vatikanstadt die Welterbekonvention unterzeichnet, sondern der Heilige Stuhl. Zum Welterbe des Heiligen Stuhls zählen neben der Vatikanstadt auch exterritoriale Gebiete des Heiligen Stuhls.
Darüber hinaus ist die Vatikanstadt bei der UNESCO als Denkmalzentrum (englisch centre containing monuments) im „Internationalen Register für Kulturgut unter Sonderschutz“ entsprechend Kapitel II der Haager Konvention zum Schutz von Kulturgut bei bewaffneten Konflikten eingetragen.

## Sport

### Fußball
Der Vatikan besitzt eine Fußballauswahl und eine eigene Liga. Da das Land jedoch über keinen Fußballplatz verfügt, der den FIFA-Normen entspricht, ist die Vatikanstadt kein Mitglied der FIFA.

### Andere Sportarten
Seit 2013 gibt es im Vatikanstaat ein eigenes Cricketteam, den St Peter’s Cricket Club.

## Religion

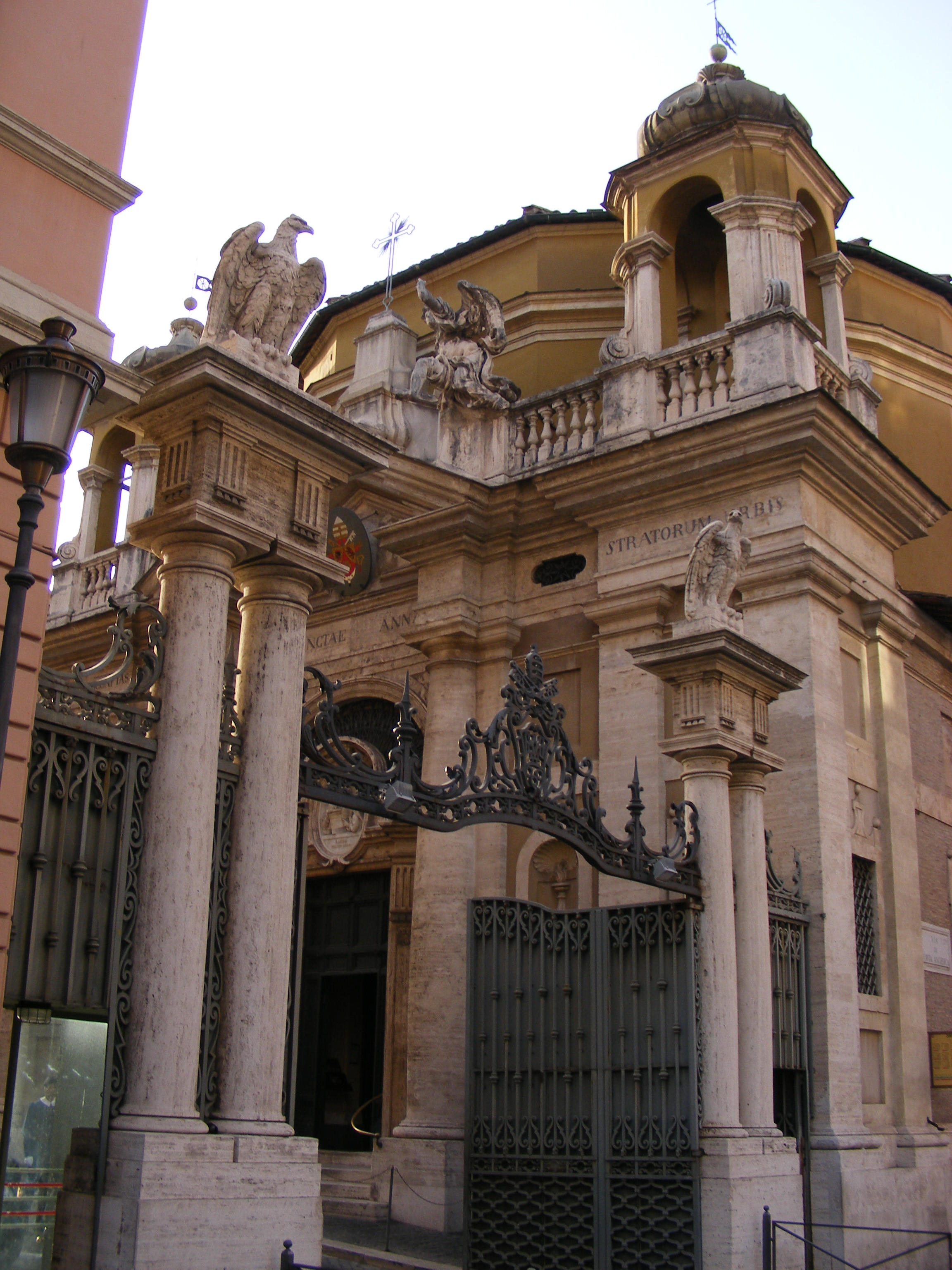
Sant’Anna dei Palafrenieri

Der Vatikan ist zwar Zentrum der katholischen Kirche, besitzt jedoch auf seinem Staatsgebiet keinen Bischofssitz. Der Petersdom war niemals bischöfliche Kathedrale, sondern Grabeskirche des Apostels Petrus. Die Kathedrale der Diözese Rom ist San Giovanni in Laterano (exterritoriales Gebiet). Selbst die Pfarrkirche der Pfarrei des Vatikanstaates ist nicht St. Peter, sondern Sant’Anna dei Palafrenieri.